# Psków Turistskij
Psków Turistskij (ros. Псков-Туристский) – stacja kolejowa w miejscowości Psków, w obwodzie pskowskim, w Rosji. Położona jest na linii dawnej Kolei Warszawsko-Petersburskiej.